# Кидоны

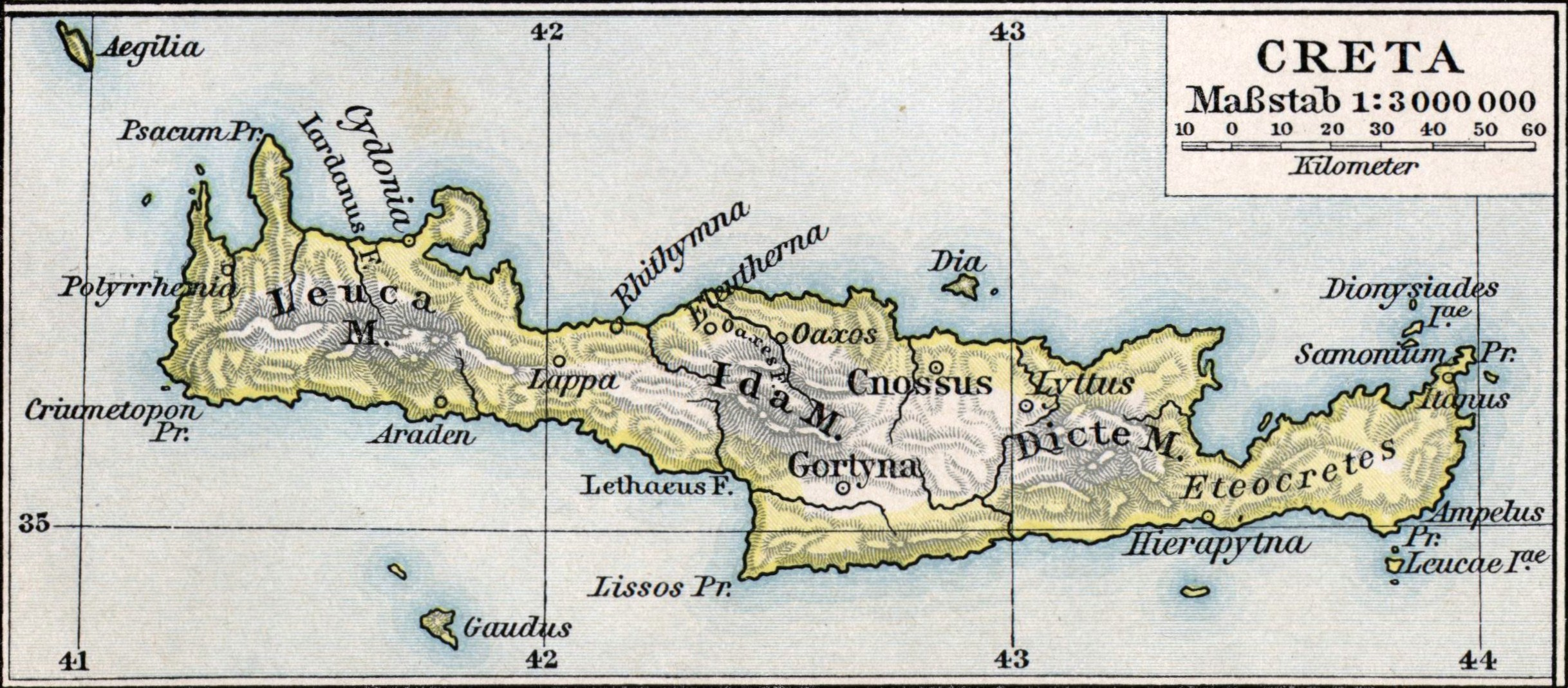
Крит в античный период. На северо-западе — город Кидония (ныне Хания).

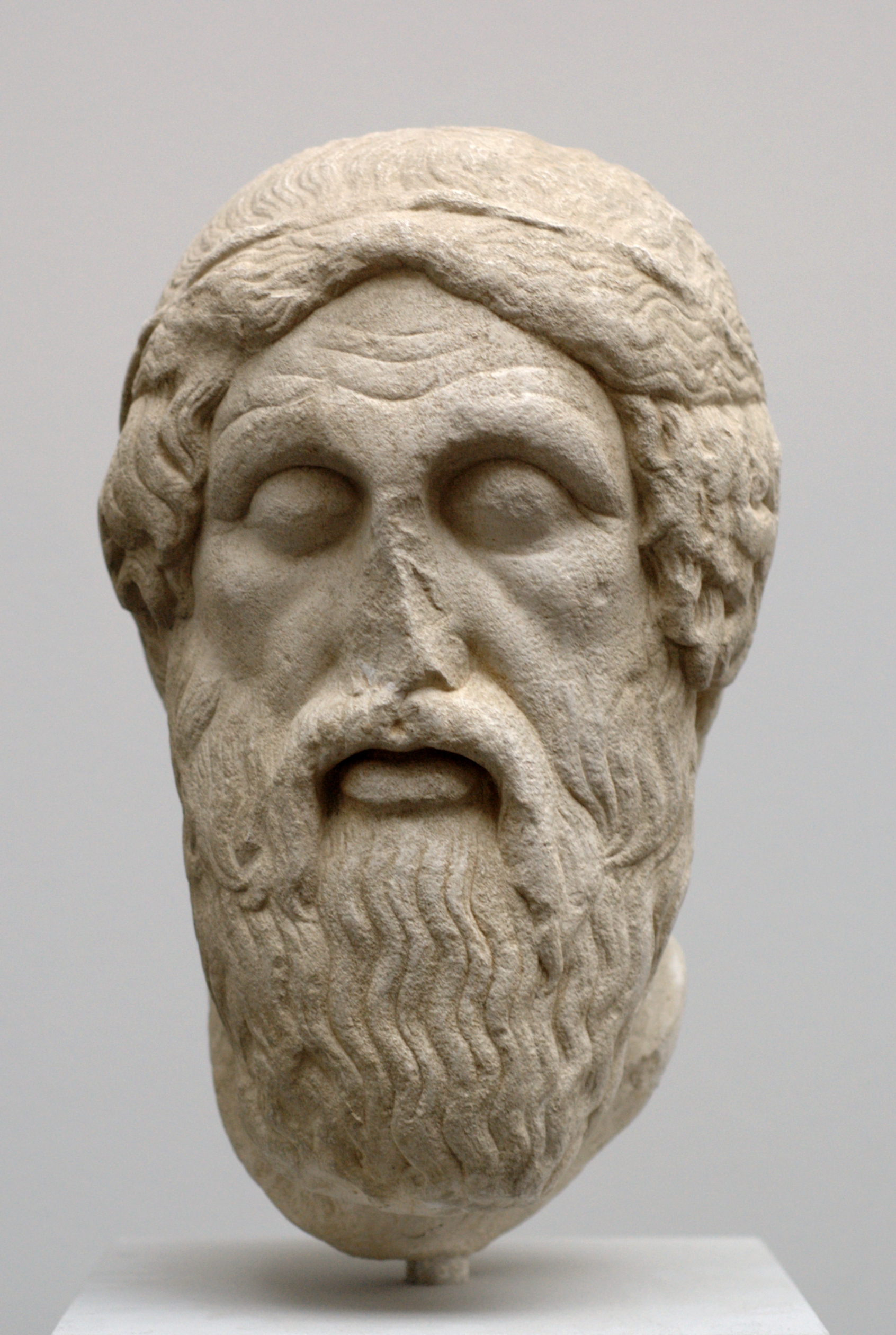
Гомер

Кидоны (микенский греческий: ku-do-ni-jo / Kudōnios, древнегреч. Κύδωνες/Κυδωνιάτας) — название народа, обитавшего в бронзовом веке на северо-западе острова Крит. С их именем связано имя мифического царя Кидона (микенский греческий: ku-do / Kudōn), который основал город Кидония (Линейное письмо А: ka-u-do-ni / ku-do-ni, микенский греческий: ku-do-ni-ja / Kudōniā; древнегреч. Κυδωνία).
Наряду с этеокритянами (минойцами) считались древнейшими обитателями острова Крит. Об их происхождении и языке практически ничего не известно.

## Археология
Косвенным свидетельством существования кидонов является отличие материальной культуры запада Крита в период минойской цивилизации. В раннедворцовый период критские иероглифы распространились в центре и на востоке острова, тогда как на западе отсутствовали. Хотя город Кидония был, предположительно, основан минойцами и в культурном плане не отличался от остального острова, однако подчинённые ему территории на западе острова оставались культурно отсталыми; на юго-западе острова отсутствуют какие-либо памятники Линейного письма А.
С точки зрения материальной культуры кидоны выглядят как продолжатели неолитических традиций Крита, тогда как минойцы — как носители энеолитических традиций, пришедшие с материковой Греции или из Анатолии.

## Язык
Среди критских глосс К. Витчак выделил 6, относящихся только к кидонской территории.

## Исторические упоминания

### Классическая Греция
Впервые кидонов упоминает «Одиссея» Гомера как самостоятельный народ Крита (микенской эпохи) наряду с ахейцами, дорийцами, пеласгами и «подлинными критянами» (19 песнь, строки 172—179):
| Κρήτη τις γαῖ’ ἔστι μέσῳ ἐνὶ οἴνοπι πόντῳ, καλὴ καὶ πίειρα, περίρρυτος· ἐν δ’ ἄνθρωποι πολλοὶ ἀπειρέσιοι, καὶ ἐννήκοντα πόληες· - ἄλλη δ’ ἄλλων γλῶσσα μεμιγμένη· ἐν μὲν Ἀχαιοί, ἐν δ’ Ἐτεόκρητες μεγαλήτορες, ἐν δὲ Κύδωνες Δωριέες τε τριχάικες δῖοί τε Πελασγοί· - τῇσι δ’ ἐνὶ Κνωσός, μεγάλη πόλις, ἔνθα τε Μίνως ἐννέωρος βασίλευε Διὸς μεγάλου ὀαριστής, |  |  | Есть такая страна посреди винно-цветного моря, Крит прекрасный, богатый, волнами отовсюду омытый. В нём городов — девяносто, а людям, так нету и счета. Разных смесь языков. Обитает там племя ахейцев, Этеокритов отважных, кидонских мужей; разделенных На три колена дорийцев; пеласгов божественных племя. Кносс — между всех городов величайший на Крите. Царил в нём Девятилетьями мудрый Минос, собеседник Зевеса.. |

Уже в 3 песни «Одиссеи», где описывается возвращение Менелая из Трои по окончании троянской войны, кидоны упоминаются в строке 292 как обитатели побережья «Ярдана» (нынешняя Адриатика):
| ἔνθα διατμήξας τὰς μὲν Κρήτῃ ἐπέλασσεν, ἧχι Κύδωνες ἔναιον Ἰαρδάνου ἀμφὶ ῥέεθρα. ἔστι δέ τις λισσὴ αἰπεῖά τε εἰς ἅλα πέτρη ἐσχατιῇ Γόρτυνος ἐν ἠεροειδέι πόντῳ· ἔνθα νότος μέγα κῦμα ποτὶ σκαιὸν ῥίον ὠθεῖ, ἐς Φαιστόν, μικρὸς δὲ λίθος μέγα κῦμ' ἀποέργει. αἱ μὲν ἄρ' ἔνθ' ἦλθον, σπουδῇ δ' ἤλυξαν ὄλεθρον ἄνδρες, ἀτὰρ νῆάς γε ποτὶ σπιλάδεσσιν ἔαξαν |  |  | Там, разделив корабли, одни из них к Криту погнал он, Где возле струй Иардана-реки обитали кидоны. Есть над водою стоящий утес, высокий и гладкий, На море мглисто-туманном, у крайних пределов Гортины. Нот на левый там выступ бросает огромные волны К Фесту. Но камень тот малый большую волну отражает. Там очутились они, и погибели еле избегли Люди, а все корабли о подводные камни разбиты. |

### Римский период
Вергилий в эпосе «Энеида», где рассказывается предыстория Рима на основе более ранних преданий, кидоны кратко упоминаются в 12 книге, строка 858 (ниже приводятся строки 856—860):
| non secus ac nervo per nubem impulsa sagitta, armatam saevi Parthus quam felle veneni, Parthus sive Cydon, telum immedicabile, torsit, stridens et celeris incognita transilit umbras: talis se sata Nocte tulit terrasque petivit. |  |  | Так стрела в облаках, с тетивы сорвавшись со свистом, Мчится: её напитал ядовитым соком парфянин, Или кидон, чтобы раны врагов исцеленья не знали; Глазу незрима, стрела рассекает скользящие тени, — Так же на землю с небес проносилось Ночи отродье. |

Также кидоны кратко упоминаются в письме анонимного автора императору Константину Великому 310 г. н. э.:
«Ведь ни одно копьё персов или кидонов не попадало в цель столь уверенным броском, как ты пришёл на помощь в подходящее время твоему отцу, который готовился покинуть этот мир, и все его заботы, которые он обдумывал в своём предвидящем и молчаливом сердце, облегчил осознанием твоего настоящего.»
Древнегреческий историк и географ Страбон в своей «Географии» ссылается на пересказ Стафила Навкратийского поэмы Гомера и помещает ещё существовавших в его время кидонов на запад острова Крит. Он называет их, наряду с этеокритянами («подлинными критянами», греч. Ἐτεόϰρητες) на юге острова, как «вероятно, коренных обитателей острова», тогда как дорийцев на востоке — как поздних мигрантов. Одновременно Страбон упоминает, что небольшой город Прес со святилищем Зевса Диктейского на востоке острова принадлежал этеокритянам. Данные Страбона о поселениях острова противоречили общепринятому тезису о том, что дорийцы после завоевания острова Крит заселили его на западе и в центре, а этеокритяне были вытеснены на восток. Возможно, путаница в тексте Страбона возникла оттого, что в описании Крита он опирался не на современные ему, а на более ранние источники, а известных ему дорийцев поместил в места, в этих источниках не упоминавшиеся.

## Кидония

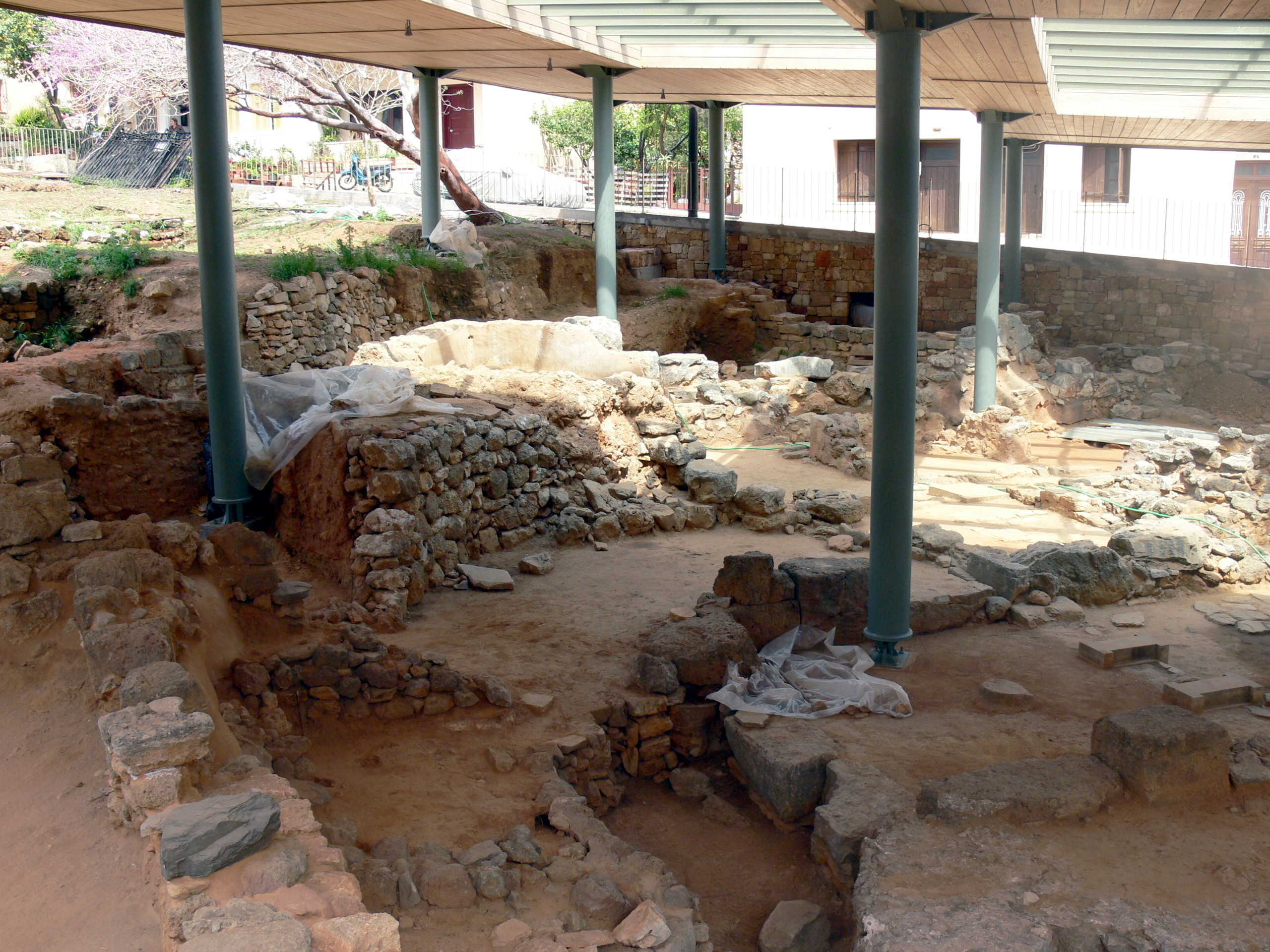
Раскопки поселений минойского периода в Хании

Нередко обозначение «кидоны» использовалось не как название народа, а как название жителей города Кидония на северо-западном берегу Крита, где ныне располагается город Ханья. При раскопках Кносса обнаружены таблички Линейного А и Линейного Б, где упоминается название города Кидония, что свидетельствует о его существовании уже в среднеминойский период. В Линейном письме А (около 2000—1400 гг. до н. э.) название города обозначалось как KU.DO.NI, а в Линейном письме Б, передававшем греческий язык (около 1440—1180 гг. до н. э.) оно передавалось как ku-do-ni-ja. Из этих первоначальных форм возникло древнегреческое название Kydonia, которое в латинском языке передавалось как Cydonia (см. Пейтингерова таблица).

### Археология
С 1964 г. проводятся раскопки на холме Кастелли в Хании. Здесь обнаружены артефакты, охватывающие эпоху с позднего неолита и до геометрической эпохи античной Греции. На некоторых обломках сосудов краской нанесены надписи Линейным письмом Б позднеминойской (последворцовой) эпохи: одна из этих надписей была первой находкой надписи Линейным письмом Б за пределами Кносса.
Два внутренних помещения дома в виде минойского мегарона с покрытым обмазкой полом и стенами, скреплёнными цементным раствором, указывают на заселение Кидонии в позднеминойский (микенский) период.
Микенская эпоха окончилась в 1100 г до н. э. в результате вторжения дорийцев, после чего исчезла письменность и наступили тёмные века Греции. С этого времени кидоны растворяются в греческом населении, хотя их название ещё некоторое время сохраняется в преданиях.